# カトラリー
カトラリー（英語: cutlery）
- 刃物の総称。cutlery 本来の意味で中世フランス語のcoutellerieから。
- 食卓用のナイフ、フォーク、スプーンなどを総称する語句[1]。

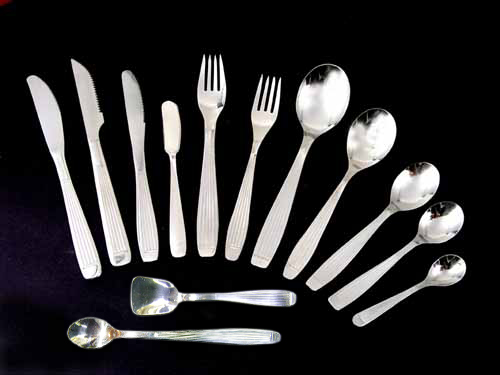
食卓で用いるカトラリー

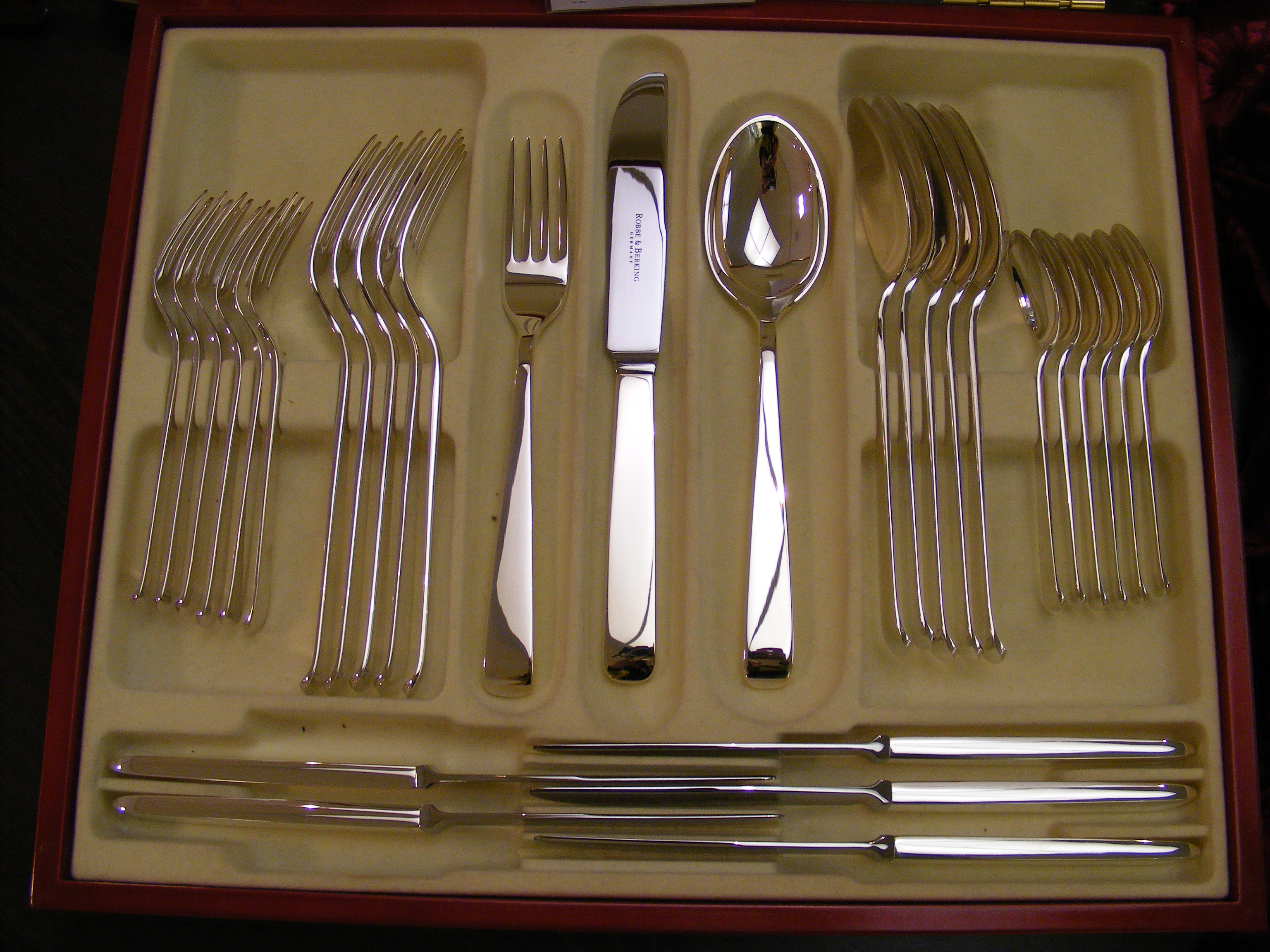
6人分のセット

本項は、食卓用のナイフ、フォーク、スプーンなどの総称を解説する。

## 概要
現代フランス語でカトラリーは「クヴェール couverts 」、何人分かをセットにして箱に入れたものを「メナジェール ménagère 」と称する。
フランスでは19世紀半ばに、結婚「祝い」にメナジェール（カトラリー・セット）を贈ることが習慣となり、現在まで続く。

## 素材の歴史
高級なカトラリーは銀合金製のものがある。中世ヨーロッパは王位継承者に対する毒殺が横行して無味無色無臭で水溶性のヒ素が多用された。

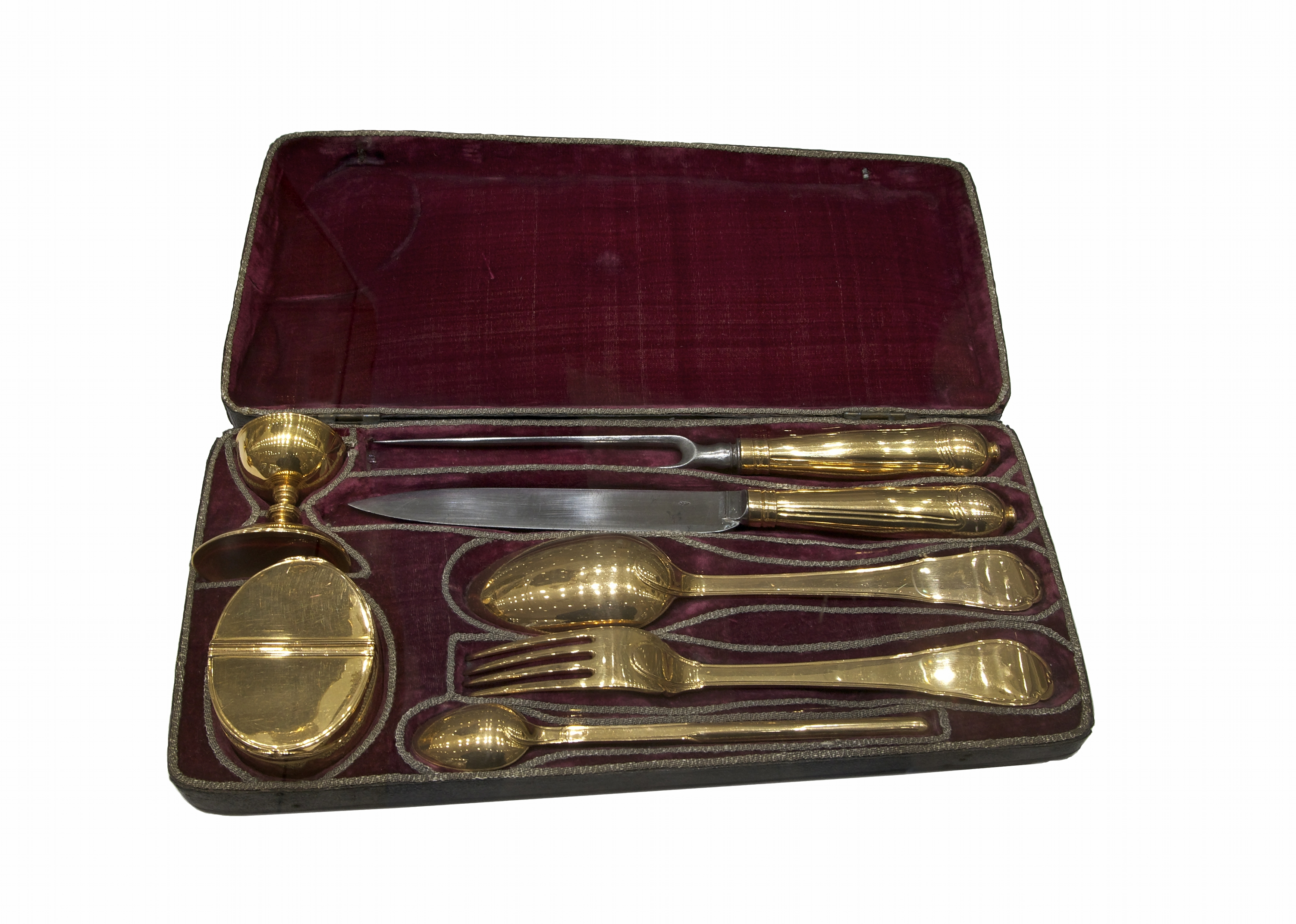
フランツ2世のカトラリー

当時は料理を盛り付けた際に銀食器が黒変することでヒ素の混入を検知した。毒に使われたヒ素は銀や鉛の精錬時の副産物として得られたもので、ヒ素の未熟な精製技術で混入した硫黄が銀と反応して黒色の硫化銀を生じることを利用した。ヒ素と銀は直接反応せず、純度の高いヒ素が用いられた場合は検出できない。
元来の銀食器は毒殺避けであったが、王侯貴族の食卓で永らく重用されたことから「高級食器の代表」とされ、現在も高級感を求める迎賓館、貴族の邸宅、高級レストランなどで広く用いられる。中世ヨーロッパでは銀食器に次ぐ高級食器としてスズ合金製（ピューター、日本語「しろめ」）の食器を用い、一般は鉄製のカトラリーを用いた。19世紀以降は、銀などの代用品として洋白が大量に用いられ、現代のカトラリーは多くがステンレス鋼製である。

## 産地
各国の伝統的で代表的な地域は以下のとおり。
- スペインのアルバセテとトレド
- ポルトガルのen:Caldas das Taipas
- イタリアのプレマーナ
- フランスのティエール (Thiers) とラギオール (Laguiole)
- ドイツのゾーリンゲン
- オーストリアのシュタイアーマルク州
- イギリスのシェフィールド
- アイルランドのゴールウェイ
- パキスタンのワズィーラーバード
- インドのハイデラバード
- 日本の新潟県燕市 20世紀前半に生産を開始した日本の主たる産地[6]である。
- アメリカ合衆国のコネチカット州メリデンおよびニューヨーク州オナイダ
- ブラジルのカルロスバルボサ